# Marco Casadei
Marco Casadei (ur. 20 września 1985 w San Marino) – sanmaryński piłkarz występujący na pozycji napastnika, jednokrotny reprezentant San Marino.

## Kariera klubowa
Marco Casadei jest wychowaniem klubu FC Domagnano, w którym grał od 2004 roku. W 2006 przeszedł do SP Tre Penne, w którym grał dwa sezony. W 2008 roku został graczem klubu SS Murata. W dalszej kolejności występował w US Badia Tedalda (Seconda Categoria), AC Libertas oraz w SS Murata.

## Kariera reprezentacyjna
11 lutego 2009 został powołany na mecz reprezentacji San Marino z Irlandią Północną w eliminacjach do mundialu. Mecz rozegrano w Serravalle. W 86. minucie wszedł z ławki rezerwowych na boisko za Matteo Vitaioliego. Spotkanie zakończyło się wynikiem 0:3. 1 marca 2009 został powołany na mecz przeciwko reprezentacji Polski w eliminacjach do mundialu. Spotkanie zostało rozegrane w Kielcach. Casadei cały mecz przesiedział na ławce rezerwowych. Mecz zakończył się zwycięstwem Polski 10:0.

## Sukcesy
SP Domagnano
- mistrzostwo San Marino: 2004/05
- Superpuchar San Marino: 2004

SS Murata
- Superpuchar San Marino: 2008, 2009

AC Libertas
- Puchar San Marino: 2013/14